# Cálculo infinitesimal

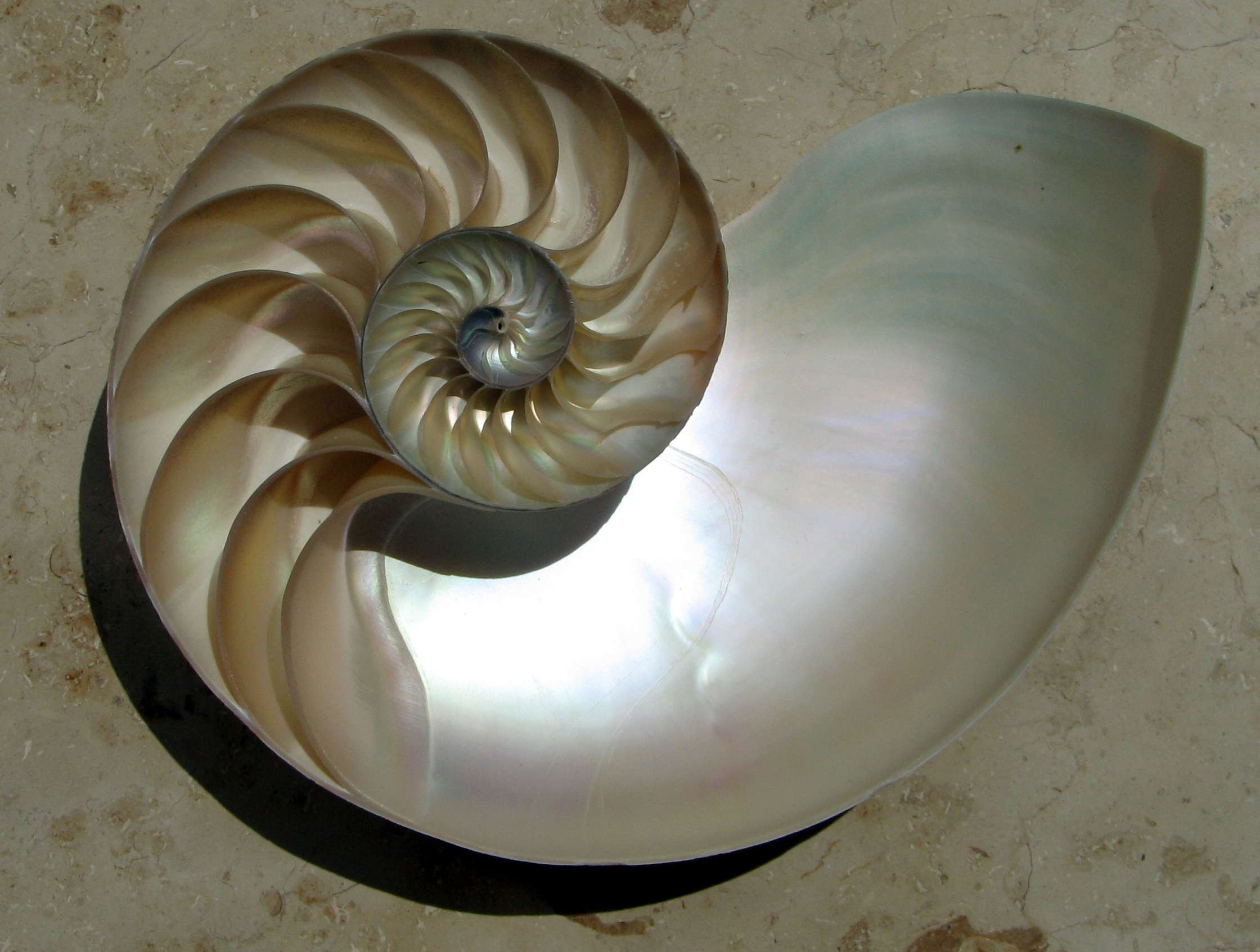
La espiral logarítmica de la concha del Nautilus es una clásica imagen usada para representar el (de)crecimiento continuo, concepto clave del cálculo.

El cálculo infinitesimal o simplemente cálculo constituye una rama muy importante de las matemáticas. En la misma manera que la geometría estudia el espacio y el álgebra estudia las estructuras abstractas, el cálculo es el estudio del cambio y la continuidad (más concretamente, de los cambios continuos, en oposición a los discretos).
El cálculo infinitesimal se divide en dos áreas: cálculo diferencial y cálculo integral. El cálculo diferencial estudia cómo computar la función que describe el cambio de otra función de variables continuas (operación de orden superior llamada «derivada»), mientras que el cálculo integral estudia la operación inversa (antiderivadas e integrales) y las series infinitas. En su formulación contemporánea, ambos campos se fundamentan en el concepto de límite para poder calcular cambios infinitesimalmente pequeños; y se relacionan por medio del teorema fundamental del cálculo.
Desde su aparición en el siglo XVII, el cálculo infinitesimal se ha vuelto imprescindible para la ciencia y la ingeniería (ver sección de Aplicaciones) y constituye gran parte de la educación universitaria moderna. Marcó un hito en la Revolución científica; al grado de que algunos historiadores fechan el inicio de la Ilustración con la publicación de las obras de Newton.
Se usa para resolver muchos problemas para los cuales las matemáticas de la antigüedad fueron insuficientes; si bien parte de conocimientos clásicos en álgebra, trigonometría y geometría analítica. Encontrar la tangente en un punto a una curva, hacer mediciones exactas de longitudes, áreas y volúmenes curvos; determinar si una suma de infinitos sumandos converge o diverge, y encontrar situaciones de equilibrio y optimización en funciones de números reales son ejemplos de las puertas que el cálculo vino a abrir para las matemáticas. A su vez, el cálculo tiene generalizaciones y aplicaciones en otras áreas de la matemática; como ecuaciones diferenciales y sistemas dinámicos, teoría del caos, cálculo vectorial, geometría diferencial, topología, análisis matemático, probabilidad, estadística, etc.
En la matemática contemporánea y en los programas de estudio para matemáticos, el cálculo es usualmente abordado como una introducción a la disciplina conocida como análisis matemático, que generaliza y formaliza el estudio de funciones y límites.

## Historia

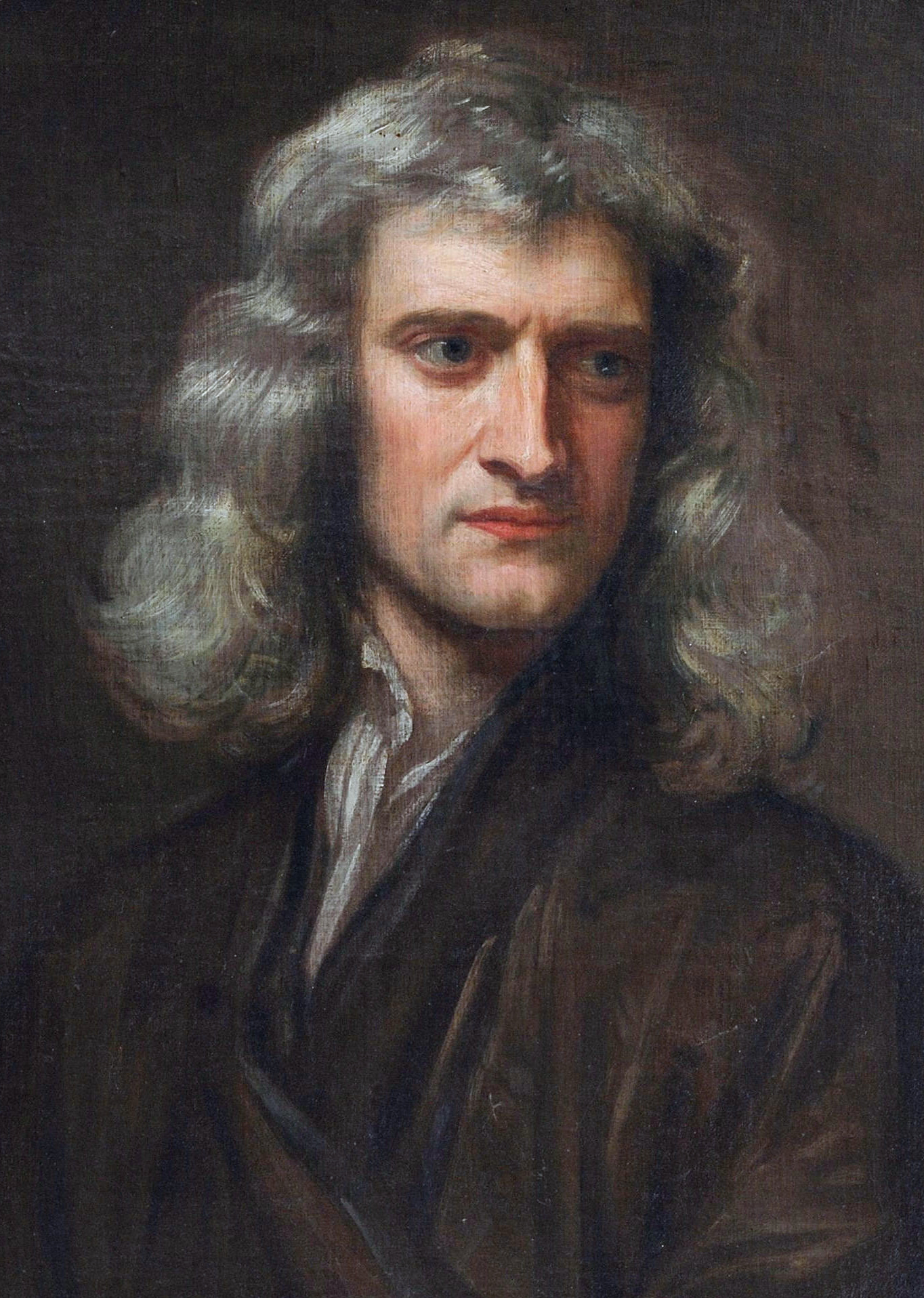
Isaac Newton es uno de los más famosos contribuyentes del desarrollo del cálculo, el cual utilizó en sus leyes de movimiento y gravitación.

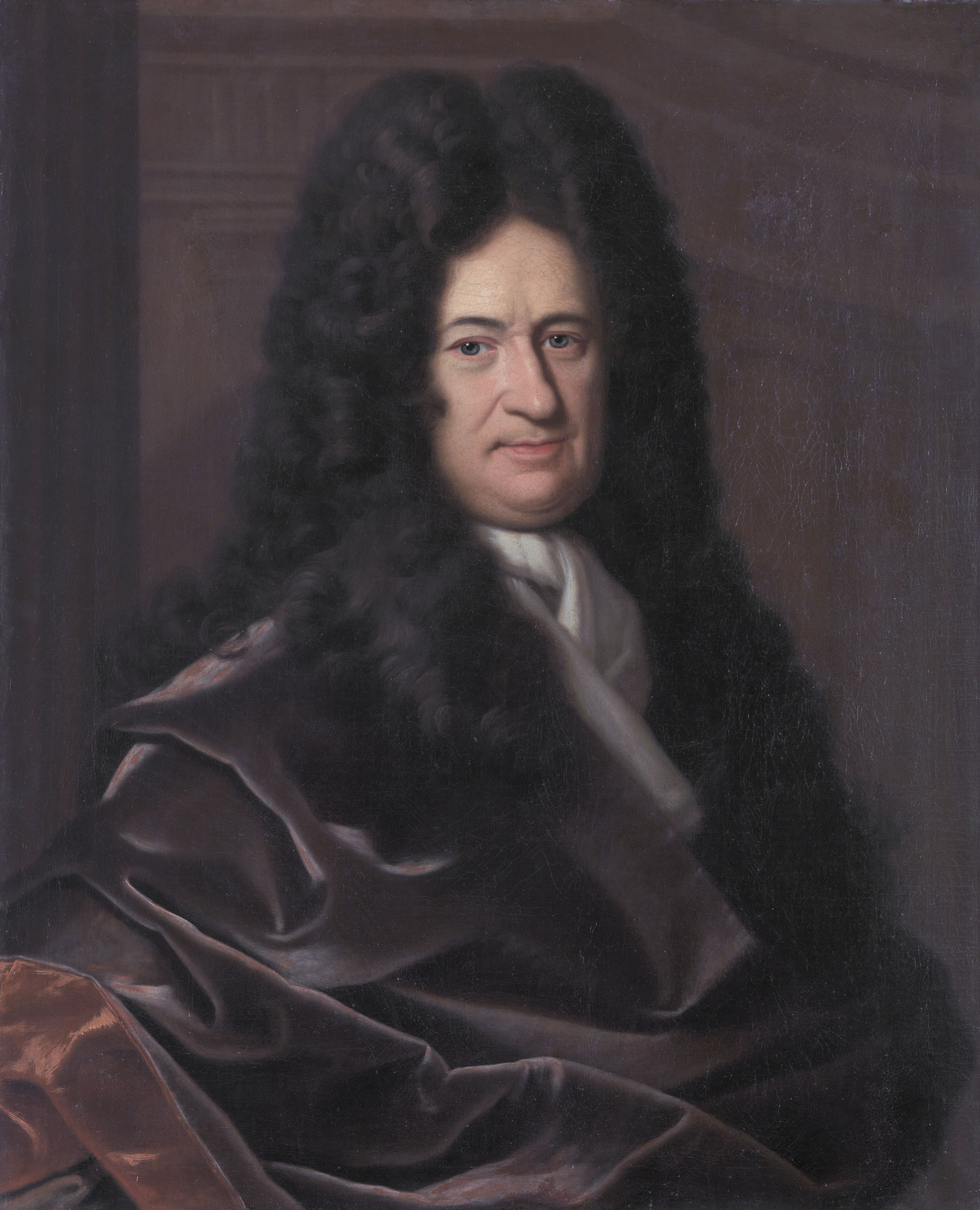
Gottfried Wilhelm Leibniz fue originalmente acusado de plagiar el trabajo inédito de Isaac Newton, pero es ahora considerado como un inventor independiente y gran desarrollador del cálculo.

### Edad Antigua
El período antiguo introdujo algunas de las ideas del cálculo integral, pero no parece haber desarrollado estas ideas en una manera rigurosa o sistemática. En el cálculo de áreas y volúmenes, la función básica del cálculo integral puede ser rastreada en el tiempo hasta los papiros matemáticos de Moscú que datan del año 1890 a. C, en los que un egipcio calculó satisfactoriamente el volumen del tronco de una pirámide. Los babilonios pueden haber descubierto la regla trapezoidal mientras hacían observaciones astronómicas de Júpiter.
De la escuela de los matemáticos griegos, Eudoxo (408−355 a. C.) usó el método exhaustivo, el cual prefiguraba el concepto de límite, para calcular áreas y volúmenes, mientras que Arquímedes (287−212 a. C.) desarrolló más allá su idea inventando un método heurístico, denominado exhaustación, que se asemeja al cálculo infinitesimal.
El método exhaustivo fue más tarde usado en China por Liu Hui en el siglo III a. C. para encontrar el área de un círculo. En el siglo V d. C., Zu Chongzhi usó lo que más tarde sería llamado la teoría de los indivisibles por el matemático italiano Bonaventura Cavalieri para encontrar el volumen de una esfera.

### Edad Media
Cerca del año 1000 d. C., el matemático islámico Alhacén fue el primero en derivar la fórmula para la suma de la cuarta potencia de una progresión aritmética, usando un método a partir del cual es fácil encontrar la fórmula para la suma de cualquier potencia integral de mayor orden.
En el siglo XI, el polímata chino Shen Kuo desarrolló ecuaciones que se encargaban de integrar. En el siglo XII, el matemático indio, Bhaskara II, desarrolló una derivada temprana representando el cambio infinitesimal, y describió una forma temprana del «teorema de Rolle».
También en el siglo XII, el matemático persa Sharaf al-Din al-Tusi descubrió la derivada de la función cúbica, un importante acontecimiento en el cálculo diferencial.
En el siglo XIV, Madhava de Sangamagrama, en conjunto con otros matemáticos y astrónomos de la Escuela de Kerala, describieron casos especiales de las series de Taylor, los cuales están referidos en el texto Yuktibhasa.

### Modernidad
En la época moderna, descubrimientos independientes relacionados con el cálculo se estaban llevando a cabo por la matemática japonesa del siglo XVII, gracias al aporte de matemáticos como Seki Kōwa, quien expandió el método exhaustivo.
En Europa, el trabajo fundacional fue un tratado del clérigo y matemático italiano Bonaventura Cavalieri, quien argumentó que los volúmenes y áreas deberían ser calculados como las sumas de los volúmenes y áreas de delgadas secciones infinitesimales. Estas ideas eran similares a las expuestas en el trabajo El método de los teoremas mecánicos de Arquímedes, el cual estuvo perdido hasta principios del siglo XX. El trabajo de Cavalieri no fue bien respetado ya que sus métodos pueden llevar a resultados erróneos, y porque las cantidades infinitesimales que introdujo eran desacreditadas al principio.
El estudio formal del cálculo combinó los infinitesimales de Cavalieri con el cálculo de diferencias finitas desarrollado en Europa más o menos al mismo tiempo. La combinación fue lograda por John Wallis, Isaac Barrow y James Gregory, probando estos últimos el teorema fundamental del cálculo integral cerca del año 1675.
La regla del producto y la regla de la cadena, la noción de derivada de mayor orden, las series de Taylor, y las funciones analíticas fueron introducidas por Isaac Newton en una notación idiosincrásica que usó para resolver problemas de física matemática. En sus publicaciones, Newton formuló sus ideas para acomodar el idioma matemático de la época, utilizando argumentos informales como el de las fluxiones, que generaron gran escozor y escepticismo en otros filósofos de la época; notablemente Berkeley. Usó los métodos del cálculo para resolver el problema del movimiento planetario, la forma de la superficie de un fluido rotante, y se refirió a lo achatada que es la tierra por los polos, así como a muchos otros problemas, los cuales discutió en Principia mathematica. En otro trabajo, desarrolló una serie de expansiones para las funciones, incluyendo las potencias fraccionarias e irracionales. Fue claro que Newton entendía los principios de las series de Taylor. No publicó todos estos descubrimientos. En su tiempo los sistemas infinitesimales eran considerados como reprochables.
Estas ideas fueron sistematizadas en un verdadero cálculo de infinitesimales por Gottfried Wilhelm Leibniz, quien fue originalmente acusado de plagio por Newton. Es ahora reconocido como inventor independiente del cálculo y un gran contribuyente a este. Su principal contribución fue el proveer un conjunto de reglas claras para la manipulación de cantidades infinitesimales, permitiendo el cómputo de derivadas de segundo orden y de orden superior, y estableciendo la regla del producto y regla de la cadena en su forma diferencial e integral. A diferencia de Newton, Leibniz le puso mucha atención al formalismo y a menudo le dedicaba varios días a determinar los símbolos apropiados para los conceptos.
Usualmente se le acredita a ambos Leibniz y Newton la invención del cálculo. Newton fue el primero en aplicar el cálculo a la física general y Leibniz desarrolló mucho de la notación usada en cálculo hasta al menos principio del siglo XIX. Las ideas principales que ambos Newton y Leibniz estipularon fueron las leyes de diferenciación e integración, las segundas derivadas, las derivadas de orden superior, y la noción de una aproximación de series de polinomios. Ya por la época de Newton, el teorema fundamental de cálculo era conocido.
Cuando Newton y Leibniz primero publicaron sus resultados, hubo gran controversia sobre qué matemático (y por ende qué país) merecía el crédito por la invención de esta disciplina. Newton llegó primero a sus resultados, pero Leibniz publicó primero. Newton acusó a Leibniz de robar sus ideas de sus notas inéditas, las cuales Newton había compartido con unos cuantos miembros de la Royal Society. Esta controversia dividió a los matemáticos de habla inglesa de los matemáticos continentales por varios años, causando un retraso de las matemáticas inglesas. Un cuidadoso examen de los papeles de ambos matemáticos demuestra que ellos llegaron a sus resultados independientemente, con Leibniz empezando primero con la integración y Newton con la diferenciación. Hoy, se les da crédito a ambos matemáticos por desarrollar el cálculo independientemente. Fue Leibniz, sin embargo, quien le dio el nuevo nombre a su disciplina. Newton llamó su cálculo el «método de las fluxiones». La simbología usada por Newton, tal como {\displaystyle {\dot {x}}} (derivada primera), {\displaystyle {\ddot {x}}} (derivada segunda) a veces aparece en física y situaciones que no requieren de formalismo matemático; mientras que la notación de Leibniz es preferida por los libros de texto sobre cálculo.
Desde los tiempos de Leibniz y Newton, muchos matemáticos han contribuido al desarrollo continuo del cálculo. En el siglo XIX, el cálculo comenzó a ser planteado más rigurosamente por matemáticos como Cauchy, Riemann y Weierstrass. También fue en este período que las ideas del cálculo fueron generalizadas al espacio euclidiano y al plano complejo. Lebesgue generalizó la noción de la integral de tal manera que virtualmente cualquier función tenga una integral, mientras que Laurent Schwartz extendió la diferenciación casi de la misma manera.
El cálculo es un tema omnipresente en la mayoría de los programas de educación superior y en las universidades. Los matemáticos alrededor del mundo continúan contribuyendo al desarrollo de esta disciplina, la cual ha sido considerada como uno de los logros más grandes del intelecto humano. El desarrollo de las ecuaciones diferenciales ha jugado un gran papel de cambio cualitativo en la ciencia y la tecnología, comparable con el control del fuego en la época primitiva, las ecuaciones diferenciales son un salto enorme para la ciencia.

## ConjuntoOx,αn(h){\displaystyle O_{x,\alpha }^{n}(h)}de Operadores Fraccionales
El cálculo fraccional de conjuntos (Fractional Calculus of Sets (FCS)), mencionado por primera vez en el artículo titulado "Sets of Fractional Operators and Numerical Estimation of the Order of Convergence of a Family of Fractional Fixed-Point Methods", es una metodología derivada del cálculo fraccional. El concepto principal detrás del FCS es la caracterización de los elementos del cálculo fraccional utilizando conjuntos debido a la gran cantidad de operadores fraccionales disponibles. Esta metodología se originó a partir del desarrollo del método de Newton-Raphson fraccional  y trabajos relacionados posteriores.

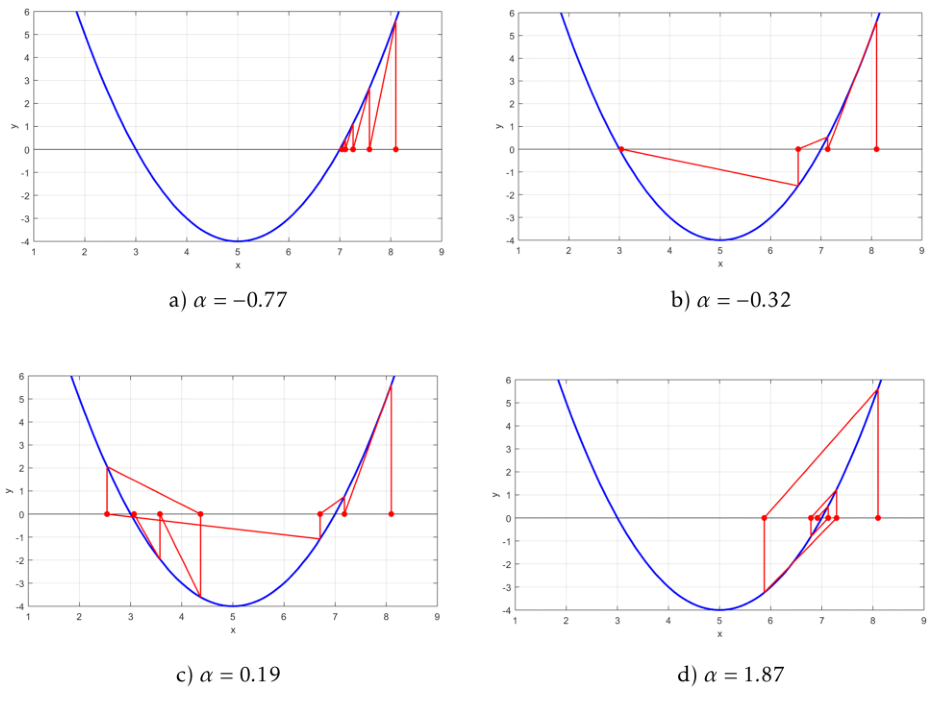
Ilustración de algunas líneas generadas por el método de Newton–Raphson fraccional para la misma condición inicial pero con diferentes órdenes del operador fraccional implementado. Fuente: [https://www.sciencedirect.com/science/article/abs/pii/S0096300322003058?via%3Dihub Applied Mathematics and Computation

El cálculo fraccional, una rama de las matemáticas que trata con derivadas de orden no entero, surgió casi simultáneamente con el cálculo tradicional. Esta emergencia fue en parte debido a la notación de Leibniz para derivadas de orden entero: {\displaystyle {\frac {d^{n}}{dx^{n}}}}. Gracias a esta notación, L’Hopital pudo preguntar en una carta a Leibniz sobre la interpretación de tomar {\displaystyle n={\frac {1}{2}}} en una derivada. En ese momento, Leibniz no pudo proporcionar una interpretación física o geométrica para esta pregunta, por lo que simplemente respondió a L’Hopital en una carta que "... es una aparente paradoja de la cual, algún día, se derivarán consecuencias útiles".
El nombre "cálculo fraccional" se origina a partir de una pregunta histórica, ya que esta rama del análisis matemático estudia derivadas e integrales de un cierto orden {\displaystyle \alpha \in \mathbb {R} }. Actualmente, el cálculo fraccional carece de una definición unificada de lo que constituye una derivada fraccional. En consecuencia, cuando no es necesario especificar explícitamente la forma de una derivada fraccional, típicamente se denota de la siguiente manera:
Los operadores fraccionales tienen varias representaciones, pero una de sus propiedades fundamentales es que recuperan los resultados del cálculo tradicional a medida que {\displaystyle \alpha \to n}. Considerando una función escalar {\displaystyle h:\mathbb {R} ^{m}\to \mathbb {R} } y la base canónica de {\displaystyle \mathbb {R} ^{m}} denotada por {\displaystyle \{{\hat {e}}_{k}\}_{k\geq 1}}, el siguiente operador fraccional de orden {\displaystyle \alpha } se define utilizando notación de Einstein:
Denotando {\displaystyle \partial _{k}^{n}} como la derivada parcial de orden {\displaystyle n} con respecto al componente {\displaystyle k}-ésimo del vector {\displaystyle x}, se define el siguiente conjunto de operadores fraccionales:
{\displaystyle O_{x,\alpha }^{n}(h):=\left\{o_{x}^{\alpha }:\exists o_{k}^{\alpha }h(x){\text{ y }}\lim _{\alpha \to n}o_{k}^{\alpha }h(x)=\partial _{k}^{n}h(x)\ \forall k\geq 1\right\},}
cuyo complemento es:
{\displaystyle O_{x,\alpha }^{n,c}(h):=\left\{o_{x}^{\alpha }:\exists o_{k}^{\alpha }h(x)\ \forall k\geq 1{\text{ y }}\lim _{\alpha \to n}o_{k}^{\alpha }h(x)\neq \partial _{k}^{n}h(x){\text{ para al menos un }}k\geq 1\right\}.}
Como consecuencia, se define el siguiente conjunto:

### Extensión a Funciones Vectoriales
Para una función {\displaystyle h:\Omega \subset \mathbb {R} ^{m}\to \mathbb {R} ^{m}}, el conjunto se define como:
donde {\displaystyle [h]_{k}:\Omega \subset \mathbb {R} ^{m}\to \mathbb {R} } denota el {\displaystyle k}-ésimo componente de la función {\displaystyle h}.

### Significado y aplicaciones
Mientras que algunas ideas del cálculo fueron desarrolladas tempranamente en las matemáticas griegas, chinas, indias e islámicas, el uso moderno del cálculo comenzó en Europa, durante el siglo XVII, cuando Isaac Newton y Gottfried Leibniz construyeron con base al trabajo de antiguos matemáticos los principios básicos de esta disciplina. El desarrollo del cálculo fue constituido con base en los conceptos de movimiento instantáneo y el área bajo las curvas.
Las aplicaciones del cálculo diferencial incluyen cómputos que involucran velocidad, aceleración, la pendiente de una recta tangente a una curva y optimización. Las aplicaciones del cálculo integral están en cómputos que incluyen elementos de área, volumen, centro de masa, longitud de arco, trabajo y presión. Aplicaciones más avanzadas incluyen series de potencias y series de Fourier. El cálculo puede ser usado para computar la trayectoria de una nave acoplándose a una estación espacial o la cantidad de nieve en una calzada para coches.
El cálculo es también usado para obtener un entendimiento más preciso de la naturaleza del espacio, el tiempo y del movimiento. Por siglos, matemáticos y filósofos lucharon con paradojas que involucraban la división por cero o sumas de series infinitas de números. Estas preguntas surgen en el estudio del movimiento y área. El antiguo filósofo griego Zenón dio varios ejemplos famosos de tales paradojas. El cálculo provee herramientas que pueden resolver tales paradojas, especialmente los límites y las series infinitas.

### Fundamentos
En matemáticas, los fundamentos se refiere al desarrollo riguroso de un tema desde axiomas y definiciones precisas. El obtener un fundamento riguroso para el cálculo ocupó a los matemáticos por la mayor parte del siglo que siguió a Leibniz y Newton y todavía es un área activa en la actualidad. Los fundamentos del cálculo fueron objeto de diversas especulaciones filosóficas e interpretaciones informales, la falta de rigor y laxitud con que fueron afrontados ciertos problemas de fundamentación contribuyeron a la crisis de los fundamentos de las matemáticas.
Sin embargo, ya durante el siglo XIX se empezó a trabajar en una aproximación rigurosa para los fundamentos del cálculo. El más usual hoy en día es el concepto de límite definido en la continuidad de los números reales (el concepto de límite es esencialmente un concepto topológico). Una alternativa es el análisis no estándar, en el cual el sistema de números reales es aumentado con infinitesimales y números infinitos, como en la concepción original de Newton y Leibniz. Los fundamentos del cálculo son incluidos en el campo del análisis real, el cual contiene las definiciones completas y pruebas matemáticas de los teoremas del cálculo, así como también generalizaciones tales como la teoría de la medida y la teoría de distribuciones.

## Principios

### Límites e infinitesimales
El cálculo es usualmente desarrollado mediante la manipulación de cantidades muy pequeñas. Históricamente, el primer método para lograr eso se basaba en infinitesimales. Estos son objetos que pueden ser tratados como números reales pero que son, en algún sentido, «infinitamente pequeños». Por ejemplo, un número infinitesimal podría ser mayor que 0, pero menor que cualquier número en la secuencia 1, 1/2, 1/3, ... y, por lo tanto, menor que cualquier número real positivo. Desde este punto de vista, el cálculo es una colección de técnicas para manipular infinitesimales. Se asumía que los símbolos {\displaystyle dx} y {\displaystyle dy} eran infinitesimales, y que la derivada {\displaystyle dy/dx} era su razón o proporción.
La perspectiva infinitesimal perdió popularidad en el siglo XIX  porque era difícil lograr una noción precisa del infinitesimal. A finales del siglo XIX, los infinitesimales fueron reemplazados dentro de la academia por la perspectiva «epsilon, delta» de los límites. Los límites describen el comportamiento de una función en una cierta entrada en términos de los valores de entradas cercanas. Capturan el comportamiento a pequeña escala utilizando la estructura intrínseca del sistema de números reales (como un espacio métrico con la propiedad del límite superior mínimo). En este contexto, el cálculo es una colección de técnicas para la manipulación de ciertos límites. Los infinitesimales se reemplazan por secuencias de números cada vez más pequeños, y el comportamiento infinitamente pequeño de una función se encuentra tomando el comportamiento límite para estas secuencias. Se creía que los límites ofrecían una base más rigurosa para el cálculo y, por este motivo, se convirtieron en el enfoque estándar durante el siglo XX. Sin embargo, el concepto de infinitesimal cobró fuerza nuevamente en el siglo XX con la introducción del análisis no estándar y del «análisis infinitesimal suave» (del inglés smooth infinitesimal analysis) , los que proporcionaron fundamentos sólidos para la manipulación de infinitesimales.

### Cálculo diferencial

Recta tangente a la curva en el punto. La derivada de una curva en un punto es la pendiente de la recta tangente a esa curva en ese punto.

El cálculo diferencial es el estudio de la definición, propiedades, y aplicaciones de la derivada de una función, o lo que es lo mismo, la pendiente de la tangente a lo largo de su gráfica. El proceso de encontrar la derivada se llama derivación o diferenciación. Dada una función y un punto en su dominio, la derivada en ese punto es una forma de codificar el comportamiento a pequeña-escala de la función cerca del punto. Encontrando la derivada de una función para cada punto en su dominio, es posible producir una nueva función, llamada la «función derivada» o simplemente la «derivada» de la función original. En lenguaje técnico, la derivada es un operador lineal, el cual toma una función y devuelve una segunda función, de manera que para cada punto de la primera función, la segunda obtiene la pendiente a la tangente en ese punto.
El concepto de derivada es fundamentalmente más avanzado que los conceptos encontrados en el álgebra.
Para entender la derivada, los estudiantes deben aprender la notación matemática. En notación matemática, un símbolo común para la derivada de una función es una marca parecida a un acento o apóstrofo llamada símbolo primo. Así la derivada de f es f′ (pronunciado «efe prima»). En lo siguiente la segunda función es la derivada de la primera:
{\displaystyle {\begin{aligned}f(x)&=x^{2}\\f'(x)&=2x.\end{aligned}}}
Si la entrada de la función representa el tiempo, entonces la derivada representa el cambio con respecto del tiempo. Por ejemplo, si f es una función que toma el tiempo como entrada y da la posición de la pelota en ese momento como salida, entonces la derivada de f es cuánto la posición está cambiando en el tiempo, esto es, es la velocidad de la pelota.
Si la función es lineal (esto es, la gráfica de la función es una línea recta), entonces la función puede ser escrita de la forma y = mx + b, donde:
{\displaystyle m={\frac {\mbox{cambio en y}}{\mbox{cambio en x}}}={\Delta y \over {\Delta x}}.}

### Cálculo integral
El cálculo integral es el estudio de las definiciones, propiedades, y aplicaciones de dos conceptos relacionados, la integral indefinida y la integral definida. El proceso de encontrar el valor de una integral es llamado integración. En lenguaje técnico, el cálculo integral estudia dos operadores lineales relacionados.
La integral indefinida es la antiderivada, es decir, la operación inversa de la derivada. La función F es una integral indefinida de la función f cuando f es una derivada de F. (El uso de mayúsculas y minúsculas para distinguir entre la función y su integral indefinida es común en el cálculo).
La integral definida es un algoritmo que transforma funciones en números, los cuales dan el área entre una curva de un gráfico y el eje-x. La definición técnica de la integral definida es el límite de una suma de áreas de rectángulos, llamada suma de Riemann.

### Teorema fundamental
El teorema fundamental del cálculo establece que la diferenciación y la integración son operaciones inversas. Más precisamente, relaciona los valores de las antiderivadas para definir las integrales. Ya que es normalmente más fácil computar una antiderivada que aplicar la definición de una integral definida, el teorema fundamental del cálculo provee una forma práctica de computar integrales definidas. También puede ser interpretado como una declaración precisa del hecho de que la diferenciación es la inversa de la integración.
Si una función f es continua en el intervalo [a, b] y si F es una función cuya derivada es f en el intervalo (a, b), entonces
{\displaystyle \int _{a}^{b}f(x)\,dx=F(b)-F(a).}
Así entonces, para cada x en el intervalo (a, b), es cierto que:
{\displaystyle {\frac {d}{dx}}\int _{a}^{x}f(t)\,dt=f(x).}
Este hecho, descubierto tanto por Newton como Leibniz, quienes basaron sus resultados en el trabajo previo de Isaac Barrow, fue clave para la masiva proliferación de resultados analíticos luego que su trabajo fuese conocido. El teorema fundamental provee un método algebraico para calcular muchas integrales definidas – sin realizar el proceso de cálculo de límites – mediante el encuentro de fórmulas apropiadas para las antiderivadas. Las ecuaciones diferenciales relacionan a una función a sus derivadas, y son omnipresentes en las ciencias.

## Aplicaciones

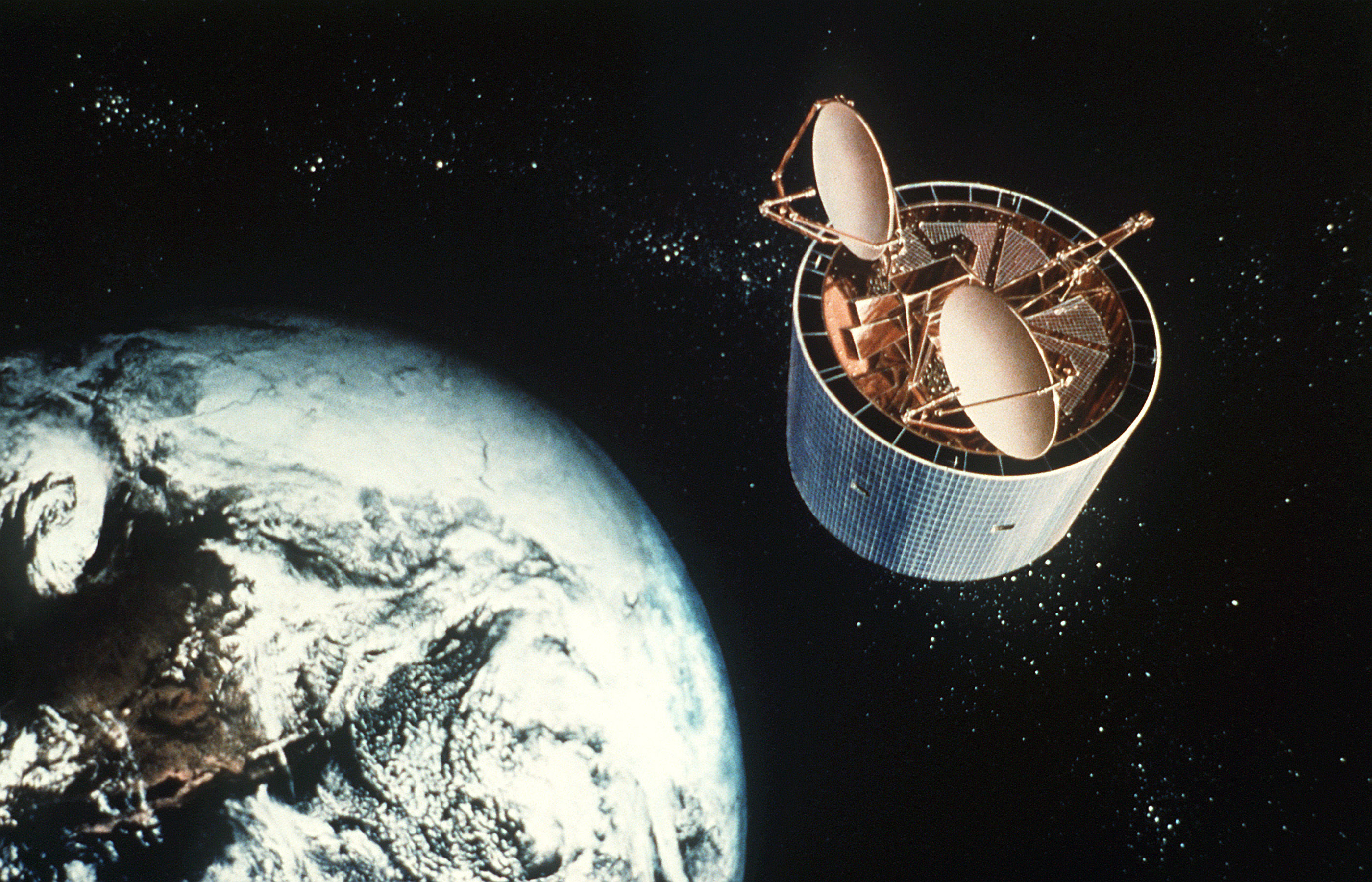
Tanto la mecánica clásica como la mecánica relativista utilizan el lenguaje del cálculo. Esto a su vez permite entender el movimiento de cuerpos celestes y hacer viajes espaciales o satélites artificiales.

El cálculo es usado en cada rama de las ciencias naturales, estadística, ingeniería, economía; incluso en negocios, medicina, demografía, y más generalmente en cualquier área donde un problema pueda ser modelado matemáticamente mediante variables continuas de números reales o complejos, y donde una solución óptima sea deseada; o donde se deseen entender los ciclos e interacciones entre las variables. En palabras de Steven Strogatz, «El interior de un átomo, las cambiantes poblaciones de la vida salvaje, el clima… todo eso puede explicarse mediante el lenguaje del cálculo. De alguna manera este lenguaje… es simplemente la mejor herramienta que jamás hayamos inventado».

### Física

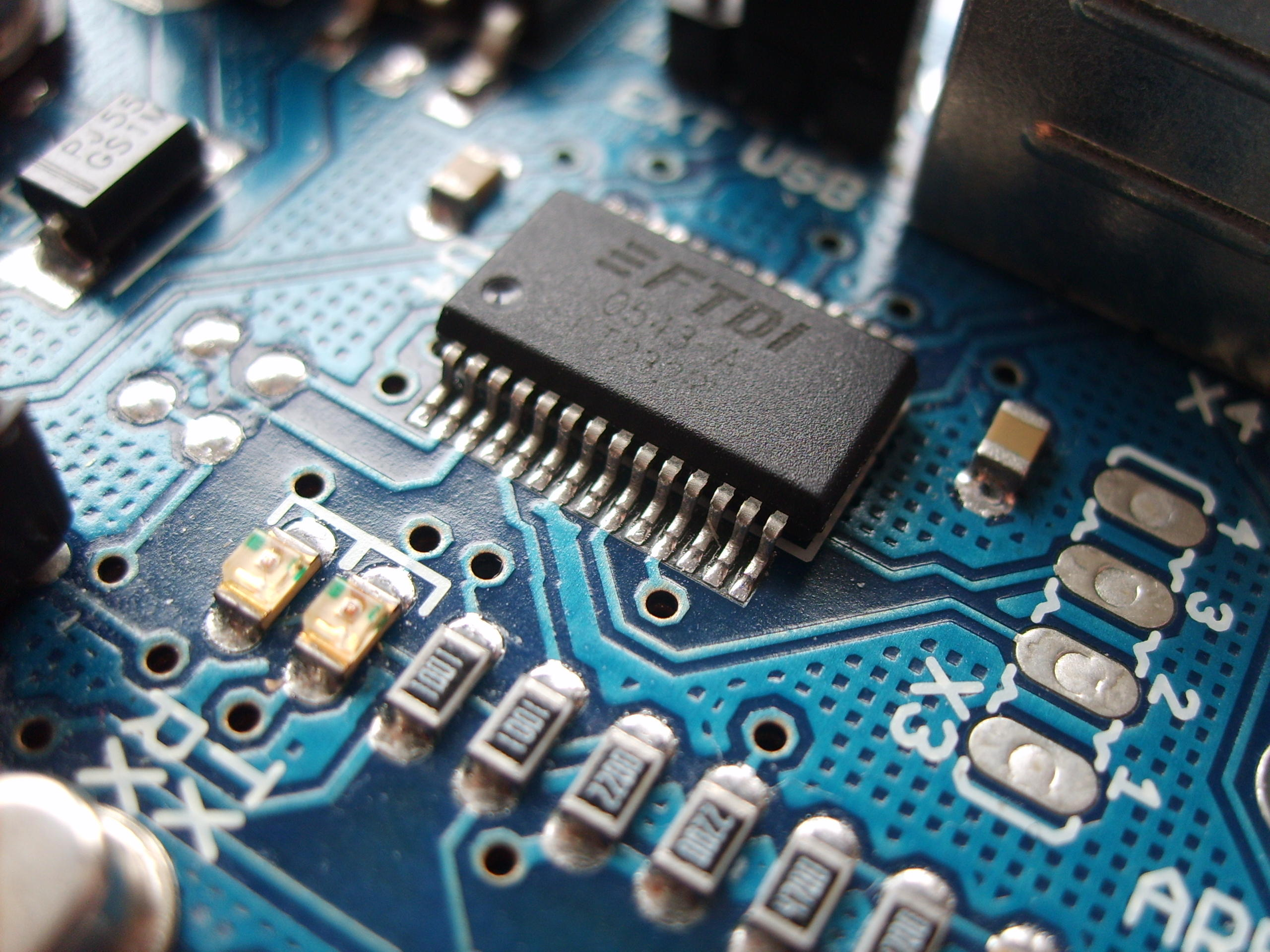
La tecnología electrónica no existiría de no ser por el cálculo, ya que ésta ha progresado conforme a los avances en electromagnetismo y mecánica cuántica.

Muchos aspectos del estudio de la termodinámica y la mecánica estadística se valen de matemáticas con cálculo infinitesimal. Por ejemplo, determinar la difusión del calor a través de un material, o una sustancia a través de un fluido.

La física desde Newton ha hecho un particular uso extenso del cálculo.
- Todos los conceptos en la mecánica clásica están interrelacionados a través del cálculo. Por ejemplo, la masa de un objeto de conocida densidad, el momento de inercia de los objetos, la relación entre posición, velocidad y aceleración; así como la energía total de un objeto dentro de un campo conservativo pueden ser encontrados por el uso del cálculo. El ejemplo clásico del uso del cálculo en la física son las leyes del movimiento de Newton, donde se usa expresamente el término «tasa de cambio» el cual hace referencia a la derivada: «La tasa de cambio de momentum de un cuerpo es igual a la fuerza resultante actuando en el cuerpo y está también en la misma dirección». Incluso la expresión común de la segunda ley de Newton como {\textstyle Fuerza=masa\times aceleraci{\acute {o}}n} involucra el cálculo diferencial, porque la aceleración puede ser expresada como la derivada de la velocidad ({\textstyle Fuerza=masa\times {\frac {d^{2}(posici{\acute {o}}n)}{dt^{2}}}}).
- El electromagnetismo ha usado ampliamente notación del cálculo desde que aparecieron las ecuaciones de Maxwell, y lo mismo es cierto para versiones más modernas que combinan esto con mecánica cuántica o relatividad, como la electrodinámica cuántica.
- La teoría de la relatividad general de Einstein.
- Una de las leyes más fundamentales de la mecánica cuántica, la ecuación de Schrödinger, también está expresada en el lenguaje del cálculo. Específicamente se trata de una ecuación diferencial parcial que describe la evolución de la distribución de una onda-partícula o sistema de partículas.
- El calor y la difusión son estudiados como ecuaciones diferenciales parciales. Ver ecuación del calor, y ecuación de difusión.

### Química e ingeniería
- En ingeniería eléctrica y electrónica, el cálculo es indispensable para entender las propiedades de cualquier circuito eléctrico que involucre capacitores o inductores.
- La química también usa el cálculo para determinar los ritmos de las reacciones y el decaimiento radioactivo.

### Ciencias biológicas

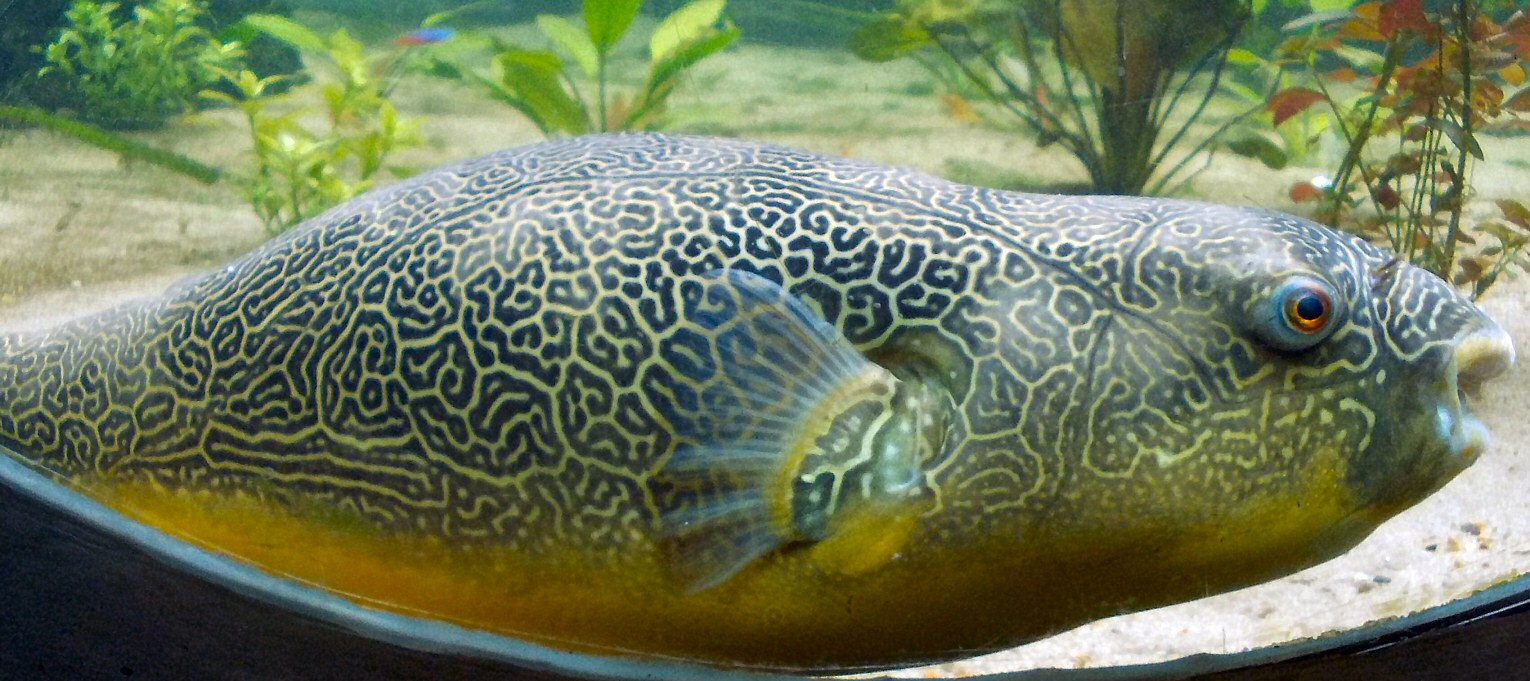
Conocimientos de cálculo y de biología celular y molecular permiten explicar características de los seres vivos, como el patrón de Turing en la piel de este pez globo.

- Conocimientos de cálculo y de biología celular y molecular permiten explicar características de los seres vivos, como el patrón de Turing en la piel de este pez globo. En biología, Alan Turing mostró que muchos aspectos del desarrollo morfológico de los organismos pueden predecirse a partir de modelar señales genético-químicas como ecuaciones diferenciales de reacción-difusión.
- En evolución y genética de poblaciones, la ecuación de Price se usa para estudiar los cambios de las características heredables en función de su ventaja selectiva.
- En neurociencia, las ecuaciones de Hodgkin y Huxley que explican cómo una neurona emite potenciales de acción, también están expresadas en el lenguaje del cálculo.
- En la medicina, el cálculo puede ser usado para encontrar el ángulo de ramificación óptimo de vaso sanguíneo para maximizar el flujo.
- También en medicina, se pueden usar leyes de decaimiento para calcular dosis farmacológicas o para planificar radioterapias.

### Ciencias sociales
- En demografía y ecosistemas, modelos de crecimiento poblacional como el de Malthus, el de Verhulst o el de Lotka-Volterra están descritos en términos de cálculo.
- En epidemiología existen muchos modelos de sistemas dinámicos para predecir la propagación de enfermedades infecciosas. Estos reciben el nombre de "modelos compartamentales", como es el modelo SEIR (poblaciones Susceptible, Expuesta, Infectada y Recuperada).
- En economía, el cálculo permite por ejemplo, determinar la utilidad máxima mediante el cálculo de costos marginales e ingresos marginales.
- En geografía, de la geomorfología surge el concepto de 'geomorfometría', que se apoya en las derivadas de primer orden (f'x) y segundo orden (f"x) para modelar superficies elevadas.

### Matemáticas
El cálculo también puede ser usado en conjunto con otras disciplinas matemáticas. Por ejemplo, puede ser usado con el álgebra lineal para encontrar la mejor aproximación lineal para un conjunto de puntos en un dominio. También puede ser usado en la teoría de la probabilidad para determinar la probabilidad de una variable aleatoria continua a partir de su función de densidad de probabilidad.
El teorema de Green, el cual establece la relación entre una integral lineal alrededor una simple curva cerrada C y una doble integral sobre el plano de región D delimitada por C, es aplicado en un instrumento conocido como planímetro, el cual es usado para calcular el área de una superficie plana en un dibujo. Por ejemplo, puede ser usado para calcular la cantidad de área que toma una piscina cuando se bosqueja el diseño de un pedazo de propiedad.
En geometría analítica, el estudio de los gráficos de funciones, el cálculo es usado para encontrar puntos máximos y mínimos, la tangente, así también como para determinar la concavidad y los puntos de inflexión.
El cálculo también puede ser usado para encontrar soluciones aproximadas para ecuaciones, usando métodos como por ejemplo el método de Newton, la iteración de punto fijo y la aproximación lineal. Por ejemplo, las naves espaciales usan una variación del método de Euler para aproximar trayectorias curvas dentro de entornos de gravedad cero.